# Parigi-Tours 1993
La Parigi-Tours 1993, ottantasettesima edizione della corsa e valevole come nona prova della Coppa del mondo 1993, si svolse il 3 ottobre 1993, per un percorso totale di 251 km. Fu vinta dal belga Johan Museeuw, al traguardo con il tempo di 6h34'50" alla media di 38,143 km/h.
Partenza a Parigi con 137 ciclisti di cui 120 portarono a termine il percorso.

## Ordine d'arrivo (Top 10)
| Pos. | Corridore               | Squadra       | Tempo    |
| ---- | ----------------------- | ------------- | -------- |
| 1    | Johan Museeuw           | GB-MG Magl.   | 6h34'50" |
| 2    | Maurizio Fondriest      | Lampre-Polti  | s.t.     |
| 3    | Oleksandr Hončenkov     | Lampre-Polti  | a 5"     |
| 4    | Sean Kelly              | Festina-Lotus | s.t.     |
| 5    | Adrie van der Poel      | Mercatone Uno | s.t.     |
| 6    | Alain Vandenbossche     | TVM-Bison Kit | s.t.     |
| 7    | Martin Van Steen        | TVM-Bison Kit | s.t.     |
| 8    | Jean-Pierre Heynderickx | Collstrop     | s.t.     |
| 9    | Jesper Skibby           | TVM-Bison Kit | s.t.     |
| 10   | Fabio Baldato           | GB-MG Magl.   | s.t.     |